# Anse de Landemer
L'anse de Landemer est une baie située dans le département de la Manche, en Normandie.
Elle se trouve au nord ouest de la péninsule du Cotentin dans le pays historique du val de Saire, l’anse de Brévy se situe au sud de celle-ci. Elle possède un homonyme à Urville-Nacqueville dans la Hague au nord ouest de la péninsule cotentinoise.

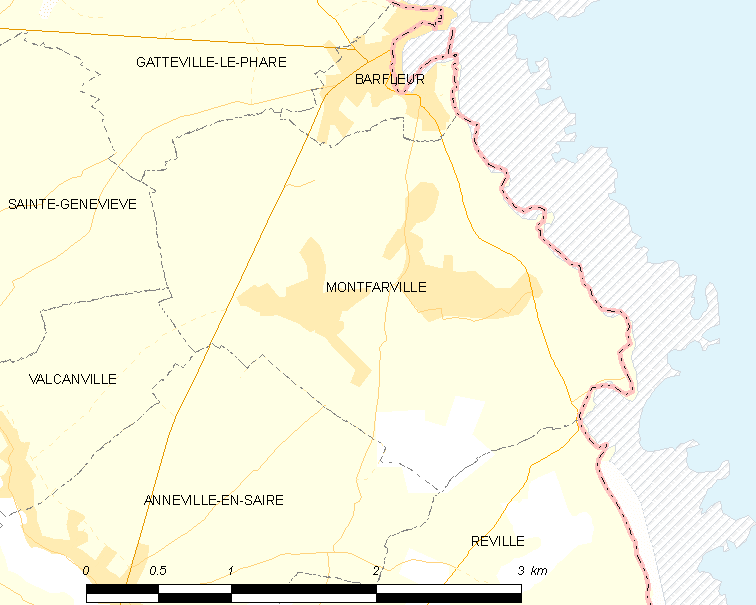
Commune de Montfarville avec l'anse de Landemer à son sud-est.

## Toponymie
Il s'agit du composé scandinave landamerki « repère terrestre, amer » cf. anglais landmark de sens proche, formé des éléments land « terre, pays » et merki (neutre) « repère terrestre, amer ». Le substantif merki a donné deux produits en langue d'oïl : en emploi autonome et comme premier élément, il prend la forme (la) Merque, Merque- et en composition, comme second élément, il devient -mer cf. amer, à la suite de la chute du [k] final. À l'initiale, on le rencontre également dans Merquetot (La Hague) et comme second élément dans Hudimer (Hague) et dans un ancien Étrumer (Hague, Saint-Germain-des-Vaux).